# Jannetje Parvé
Johanna (Jannetje) Parvé (Batavia, 1670 – Amsterdam, 25 maart 1735) was ambachtsvrouwe van de beide Eemnessen en een van de rijkste personen in de 18e-eeuwse Republiek.

## Jeugd
Jannetje werd in 1670 in Nederlands-Indië geboren als dochter van Daniël Parvé en Machteld Chastelein. Daniël was in 1668 als onderkoopman naar Batavia gereisd, waar hij verder carrière zou maken. Aangenomen wordt dat zijn echtgenote in 1668 met hem meereisde, alhoewel ook wel wordt gesteld dat zij pas in 1675 definitief naar Batavia verhuisde. Jannetje had nog twee broers: Mattheus (1668) en Anthony (1673).
Daniël overleed in 1679 in Suratte, waar hij sinds 1678 directeur was van de VOC-factorij. Hij liet Machteld en Jannetje een aanzienlijke erfenis na. Machteld hertrouwde, maar zij werd opnieuw  weduwe. Jannetje trouwde intussen met de koopman Wybrandus Lycochton, die het bracht tot lid van de Raad van Indië.

## Terugkeer naar de Republiek
In 1699 keerde Machteld met het VOC-schip de Concordia terug naar de Republiek, vergezeld door dochter Jannetje en schoonzoon Wybrandus. De twee vrouwen hadden voorafgaand aan hun reis al flinke sommen geld naar Amsterdam gestuurd: bij Machteld ging het om 195.000 gulden, bij Jannetje om 80.170 gulden. Eind januari bereikten ze Kaap de Goede Hoop, waar ze officieel werden ontvangen door gouverneur Willem Adriaan van der Stel.  Op 2 juli 1700 kwamen ze aan in Vlissingen. Wybrandus was waarschijnlijk onderweg ziek geworden, want hij overleed al op 15 juli in Middelburg.

## Tweede huwelijk
Jannetje was welgesteld en woonde op de Herengracht in Amsterdam toen zij op 39-jarige leeftijd hertrouwde met de arts Ysaac van Norden, die op de Keizersgracht woonde. Het echtpaar ging op de Herengracht 286 wonen - vermoedelijk in het huis van Jannetje - en kreeg in 1712 een dochter: Hester Maghteld.
In 1714 kocht Ysaac van de Staten van Utrecht de ambachtsheerlijkheden van de beide Eemnessen (bestaande uit Eemnes-Binnen en Eemnes-Buiten). Ook wist hij het goedkeuringsrecht voor de predikant in beide kerken aan te kopen, inclusief het recht op een grafkelder en een eigen bank in de beide kerken. Als ambachtsheer had hij niet alleen status verworven, maar het leverde hem ook geld op, doordat hij diverse functies kon uitgeven in ruil voor geld.
In 1715 overleed dochtertje Hester. Een jaar later stierf ook Ysaac.

## Ambachtsvrouwe
Door het overlijden van Ysaac in 1716 werd Jannetje nu ambachtsvrouwe van de beide Eemnessen. In deze functie benoemde ze diverse functionarissen, zoals de schout en secretaris. Er was een verplichting om officiële functies alleen toe te kennen aan hervormde inwoners, maar het bleek moeilijk om in het grotendeels katholiek gebleven Eemnes geschikte hervormde bestuurders te vinden. Daarom stelde Jannetje dikwijls katholieke inwoners aan als buurmeesters en armmeesters. De Staten van Utrecht maakten zich hier kennelijk zorgen over en in 1726 stelde Jannetje hen in een brief op de hoogte van de gang van zaken: zij probeerde de functies zo veel mogelijk aan hervormden toe te kennen, maar koos voor katholieke inwoners als deze geschikter waren voor de functie. Zo maakte zij zich bijvoorbeeld hard voor de toenmalige katholieke buurmeester van Eemnes-Binnen, die ze als respectabel mens beschouwde. Uiteindelijk zouden in Eemnes-Buiten nog tot 1735 katholieke raden en schepenen worden benoemd en in Eemnes-Binnen zelfs tot 1770.
Jannetje was kennelijk trots op haar functie van ambachtsvrouwe. Toen ze in 1721 een hofstede in Voorburg kocht en daar een nieuwe herenboerderij liet bouwen, noemde ze deze Eemwijk, naar haar ambachtsheerlijkheden in Eemnes. In 1729 liet Jannetje haar woning op de Herengracht 286 verbouwen en gaf de beeldhouwer Ignatius van Logteren opdracht om in de attiek het wapen van Parvé met het wapen van de beide Eemnessen te verwerken. Het beeldhouwwerk is na de sloop van het huis in 1920 hergebruikt als bekroning van het tuinhuis.
Afgezien van de buitenplaats Eemwijk, kocht Jannetje tevens nog de panden Herengracht 288 en 437 aan.
Jannetje overleed op 25 maart 1735 in Amsterdam en werd in de Nieuwe Kerk begraven. De buitenplaats Eemwijk werd verkocht aan Jacobus van der Burgh, de ambachtsheerlijkheden van de beide Eemnessen werden door Cornelis Hasselaer aangekocht.